# Флаг Норильска
Флаг муниципального образования город Нори́льск Красноярского края Российской Федерации — опознавательно-правовой знак, составленный и употребляемый в соответствии с вексиллологическими правилами, служащий символом города, единства его территории, населения, прав, власти и самоуправления.
Флаг утверждён 25 апреля 2000 года как флаг единого муниципального образования «город Норильск» (после муниципальной реформы 2006 года — муниципальное образование город Норильск) и внесён в Государственный геральдический регистр Российской Федерации с присвоением регистрационного номера 654.

## Описание
«Прямоугольное полотнище с соотношением ширины к длине 2:3, разделённое вертикально на две равные части — голубую (к древку) и алую, несущее в центре изображение фигур герба города».
Геральдическое описание герба гласит: «Щит рассечён на лазурь (синий, голубой) и червлень (красный), поверх всего серебряный полярный медведь с чёрными глазами и носом, прямо стоящий и обернувшийся вправо, держащий передними лапами над головой золотой ключ в пояс, двухсторонней бородкой вправо».

## Символика
Бородка ключа в виде литеры «Н» означает начальную букву в названии города. Три кольца символизируют химические элементы меди, никеля и кобальта — основных природных богатств края.
Фигура поднявшего зверя олицетворяет мощь северных широт.
Образный смысл флага — ключ к Северу, его тайнам и богатствам, норильчане-первооткрыватели.